# Neothyridae
Neothyridae é uma família de ácaros holotrídeos que inclui dois géneros e três espécies. A distribuição natural do grupo está restrita às regiões tropicais da América.

## Taxonomia
A família inclui os seguintes géneros:
- Caribothyrus Kontschán & Mahunka, 2004
- Diplothyrus Lehtinen, 1999
- Neothyrus Lehtinen, 1981